# Rozbudowa nacji
Rozbudowa nacji (ukr. Розбудова нації, w dosł. tłum. Rozwój Narodu) – ukraińskie czasopismo nacjonalistyczne Prowodu Ukraińskich Nacjonalistów, utworzone w styczniu 1928.
Czasopismo było wydawane legalnie w Pradze, początkowo jako miesięcznik, a od 1931 jako dwumiesięcznik. Wydawcą był Mykoła Sciborski, a głównym redaktorem Wołodymyr Martyneć.
Z pismem współpracowali również: Dmytro Andrijewśkyj, Jurij Wasyjan, O. Hrycaj, Mykoła Kapustianśkyj, Jewhen Konowalec, Zenon Kuzelja, M. Kusznir, P. Makarenko, O. Mycjuk, Mychajło Omelianowicz-Pawlenko, Jewhen Onaćkyj i inni.
„Rozbudowa nacji” była kolportowana legalnie również w Małopolsce Wschodniej do 1929 roku (w tym roku zakazano jej kolportażu), jak również w Rumunii. Później kolportowana nielegalnie.
Pismo zostało zlikwidowane w 1934, w ramach policyjnych akcji skierowanych przeciw ukraińskim nacjonalistom w Czechosłowacji, Niemczech i Małopolsce Wschodniej, po zabójstwie Bronisława Pierackiego przez członków Organizacji Ukraińskich Nacjonalistów.

## Literatura
- Radosław Różycki, Media i dziennikarstwo Ukrainy (1816 – 2004). Próba oceny, Warszawa 2004
- Енциклопедія українознавства, Lwów 1993, t. 7, s. 2552